# Aedes caballus
Aedes caballus är en tvåvingeart som först beskrevs av Theobald 1912.  Aedes caballus ingår i släktet Aedes och familjen stickmyggor. Inga underarter finns listade i Catalogue of Life.